# مورچه‌مرغ گونه‌سفید
مورچه‌مرغ گونه‌سفید (نام علمی: Gymnopithys leucaspis) نام یک گونه از سرده مورچه‌قاپ‌های برهنه است.